# 鲁城街道
鲁城街道是中华人民共和国山东省曲阜市下辖的一个街道，曲阜市人民政府的所在地。原称曲阜镇，面积28.3平方公里，总人口12万。现辖辖26个社区居委会（苗孔、大庄、通相圃、西关、红星、坑上、林前、盛果寺、更道、官园、后宰门、北关、小北关、周公庙、五泉庄、古城、葛家庄、于家庄、龙虎、东关、南池、南泉、池涯、南关、阙里、仓巷）。
曲阜明故城完全位于鲁城街道之内，内有世界文化遗产三孔（曲阜孔庙及孔府、孔林）、颜庙（全国重点文物保护单位）、曲阜周公庙。曲阜鲁国故城大部分位于鲁城街道，辖境之西有曲阜师范大学。

## 交通
104国道、327国道经过境内。